# The Sandlot
The Sandlot (Nuestra pandilla en España e Hispanoamérica y Prohibido pasar, Hércules vigila en Argentina), es una película de aventura estadounidense dirigida por David Mickey Evans y estrenada en 1993.

## Argumento
En el año 1962 Scotty Smalls (Tom Guiry), un estudiante de quinto grado, se traslada a una nueva ciudad con sus padres (Karen Allen y Denis Leary). Los chicos del sector comienzan a llamarlo «Memo» (o por su apellido, Smalls, en Latinoamérica), ya que no sabía lanzar una pelota de béisbol. Pero todo cambia cuando el líder de la pandilla del barrio Benjamín (Mike Vitar) le pide que juegue con ellos en el terreno baldío del barrio. Es el comienzo de un verano mágico de béisbol, aventuras desenfrenadas, primeros besos y confrontaciones aterradoras con la espeluznante bestia y su dueño el Sr. Mertle (James Earl Jones), quien vive en un terreno que colinda con el solar, el cual está separado por una gran cerca. En poco tiempo se hacen amigos inseparables, Scotty se mete en el equipo y su líder se transforma en una leyenda local

## Elenco
El equipo de béisbol del solar
- Tom Guiry como Scott "Scotty" Smalls, el chico tímido de 11 años y nuevo en el pueblo. Usa una gorra de los Cleveland Indians que Benny le regala.
- Mike Vitar como Benjamin Franklin "Benny el Jet" Rodriguez, el líder de la pandilla. Benny usa una gorra de Los Angeles Dodgers equipo en el que jugará de adulto.
- Patrick Renna como Hamilton "Ham" Porter, el chico obeso que es el cácher del equipo. Se convertirá en luchador profesional con el nombre del "El Gran Bambino". Ham usa una gorra de los New York Yankees.
- Chauncey Leopardi como Michael "Squints" Palledorous, un chico listo que usa anteojos de grueso armazón negro. Tiene un gran éxito con Wendy Peffercorn a quien le roba un beso y con quien eventualmente se casará, tendrá una farmacia. Squints usa una gorra negra sin logo.
- Marty York como Alan "Yeah-Yeah" McClennan, obtuvo su apodo porque antes de responder algo dice "yeah-yeah". Se alista en el ejército, después es el inventor del bungy jump. Yeah-Yeah ocasionalmente usa una gorra sin logo color crema.
- Brandon Quintin Adams como Kenny DeNunez, el pitcher del equipo. Llegó a jugar béisbol triple A, pero nunca llegó a las ligas mayores. De adulto tiene un negocio propio y entrena a su hijo en ligas pequeñas con el equipo "The Heaters". DeNunez usa gorra de los Kansas City Monarchs.
- Grant Gelt como Bertram Grover Weeks, usa lentes como Squints pero de armazón delgado. Crece obsesionado con los años 60s y no se le vuelve a ver. Bertram usa gorra de Los Angeles Angels of Anaheim.
- Victor DiMattia como Timmy Timmons, el hermano mayor de Tommy. Se convertirá en arquitecto. Timmy, como Ham, usa una gorra de los Yankees.
- Shane Obedzinski como Tommy "Repeat" Timmons, el menor y más pequeño chico del equipo y hermano menor de Timmy. Obtiene su sobrenombre de repetir cada palabra que su hermano dice. Crece como contratista de la construcción. Tommy ocasionalmente usa una gorra verde sin logo.

Otros papeles
- Arliss Howard como Scott "Scotty" Smalls adulto, es comentarista de Los Angeles Dodgers.
- Pablo Vitar como Benjamín Franklin "El Jet" Rodríguez. El mismo Benny, pero ya adulto y ahora jugador de Los Ángeles Dodgers y campeón de la MLB. El actor Pablo Vitar, era el hermano mayor de Mike Vitar, quien había interpretado a Benny, pero en su infancia.
- Denis Leary como Bill el padrastro de Scott.
- Karen Allen como la mamá de Scott.
- James Earl Jones como Sr. Mertle, dueño de "La Bestia" / "Hércules".
- Marley Shelton como Wendy Peffercorn, salvavidas de la piscina del pueblo. Futura esposa de Squints.
- Art LaFleur como Babe Ruth, el legendario beisbolista que los chicos más admiran. A pesar de haber muerto muchos años antes inspira a Benny en un sueño.
- Wil Horneff como Phillips, el líder del equipo de béisbol rival. Comparte un particular antagonismo con Ham, con quien intercambia insultos cada vez que se ven.
- Hercules un Mastín Inglés. Su composición poderosa, corpulenta y de cráneo ancho y cuadrado hace que el apodo de "La bestia" sea ideal.